# Jean-Baptiste Houchet
Jean-Baptiste Houchet, né le 6 août 1904 à Saint-Floxel dans la Manche, et mort le 23 novembre 1944, à Strasbourg en Alsace, est un prêtre catholique spiritain français, aumônier militaire de la Division Leclerc, Compagnon de la Libération.

## Biographie

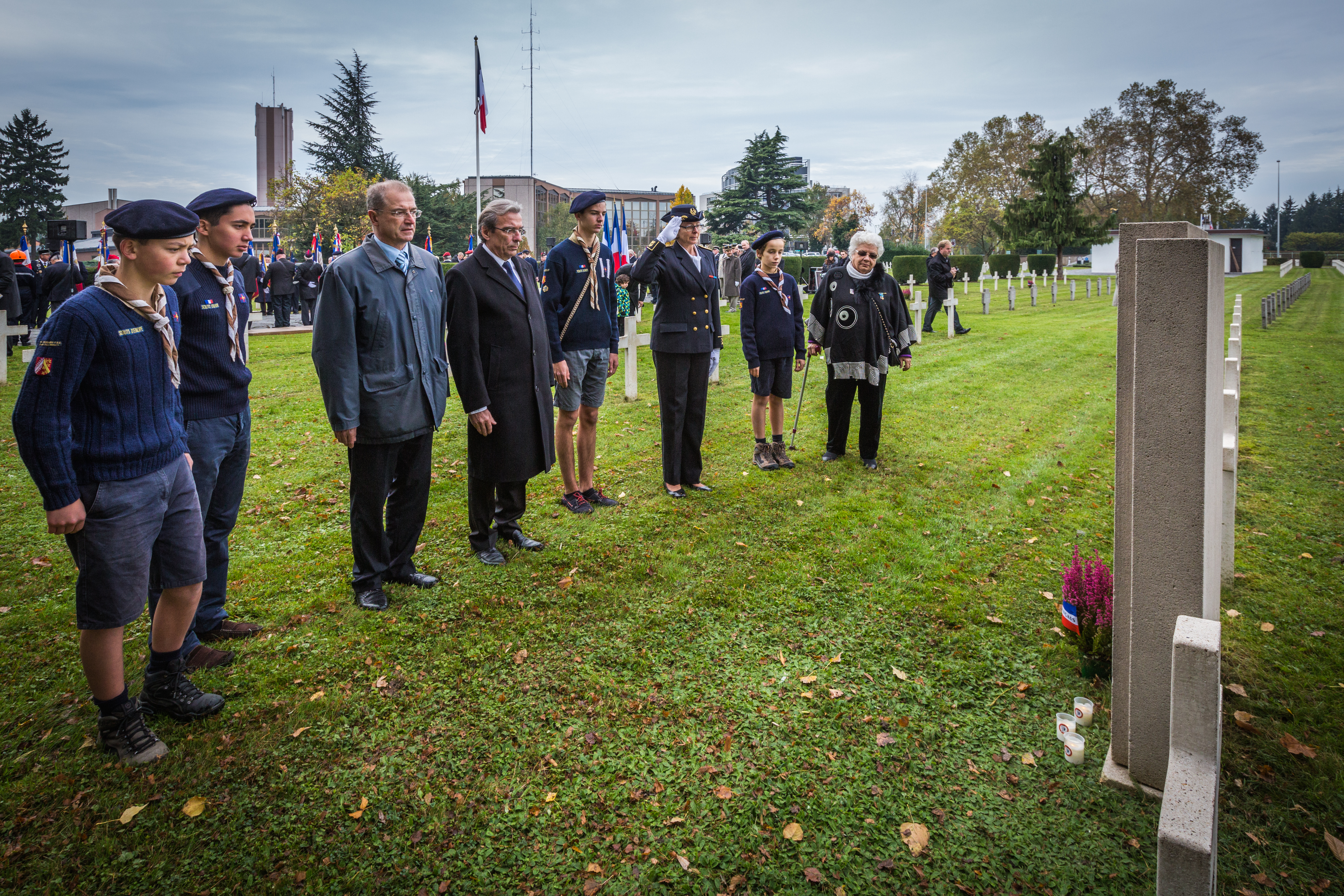
Roland Ries, maire de Strasbourg fleurit la sépulture du RP Houchet le 1er novembre 2013.

Jean-Baptiste Houchet naît le 6 août 1904 à Saint-Floxel dans la Manche dans une famille modeste. Son père est ouvrier peintre puis chaudronnier à l’arsenal de Cherbourg et sa mère « femme au foyer ».
Il habite Cherbourg, puis Équeurdreville et entre en 1917 au collège diocésain Saint-Paul de Coutances après sa première communion. Une fois son baccalauréat obtenu, il entre au séminaire de Coutances.
Il suit des études de lettres et de théologie, puis il se destine à la prêtrise. Membre de la congrégation des Pères du Saint-Esprit, il part en 1928 comme missionnaire au Moyen-Congo .
À l’été 1940, Jean-Baptiste Houchet s'engage au sein des Forces françaises libres. Il est affecté comme aumônier lieutenant dans la Bataillon de Marche n°1 et prend part en juin 1941 aux opérations en Syrie.
Après un bref retour au Moyen Congo, il est promu aumônier capitaine et s’enrôle comme dans la deuxième Division blindée (2e DB) du général Leclerc  et fait dans ses rangs toute la campagne d’Afrique comme aumônier général.
Il participe à la libération de Paris, puis à la campagne des Vosges. En novembre 1944, il tombe sous les balles allemandes alors qu’il porte assistance à un blessé sur le pont de Kehl à Strasbourg.
Le R.P. Jean-Baptiste Houchet est inhumé à la nécropole nationale de Strasbourg-Cronenbourg.

## Distinctions
Il est reconnu « Mort pour la France ».
- Compagnon de la Libération à titre posthume par décret du 24 mars 1945[1],[3].
- Croix de guerre 1939–1945 (1 citation).
- Médaille de la Résistance française avec rosette par décret du 31 mars 1947[4].
- Médaille coloniale avec agrafe « Fezzane-Tripolitaine ».
- Médaille commémorative de Syrie-Cilicie.

## Hommage posthume
À Strasbourg, une plaque inaugurée le 19 novembre 2011 rappelle son souvenir.